# 매체 체계 비교론
《매체 체계 비교론: 매체와 정치의 세 모형들》(2004)은 대니얼 핼린과 파올로 만치니의 책으로, 매체 체계 국제 비교 조사에서 중대한 연구다. 이 연구는 18개 서구 민주주의 국가들의 매체 체계들을 비교한다. 그 18개 국은 북유럽 9개국(오스트리아, 벨기에, 덴마크, 핀란드, 독일, 네덜란드, 노르웨이, 스웨덴, 스위스), 남유럽 5개국(프랑스, 그리스, 이탈리아, 포르투갈, 스페인), 북대서양 4개국(캐나다, 영국, 아일랜드, 미국)이다.
이 연구에서 발전된 개념적 분석틀은 비교 매체 체계 조사 분야에서의 중요한 기여로 밝혀졌다. 이 연구는 매체와 정치의 관계들 간의 유사성과 차이의 분석을 위한 체계적이고 적용 가능한 접근법을 제시한다.
2004년 출판 이후, 특별히 서로 다른 문화적, 사회적, 그리고 정치적 맥락에 위치한 세계의 서로 다른 체계들 간의 변이를 이해하기 위해 그들이 제시한 분석틀의 적합성에 관련해서. 활기찬 학술적 논의가 있었다. 그 결과 비교 매체 체계 조사 분야에서 풍성한 진보가 있었다.
한국에서는 김수정, 정준희, 송현주 등이 번역해, <미디어 시스템의 형성과 진화>라는 제목으로 한국언론재단에서 출판했다.

## 맥락

### 비교 매체 체계 연구
비교 매체 체계 연구 분야의 전통은 시어버트, 패터슨, 슈람의 "언론의 4이론"(1956)으로까지 거슬러 올라간다. 이 책은 매체 체계들을 비교하고 분류하는 학술적 논의의 기원이라고 할 수 있다. 시어버트와 그의 동료들은 4개의 이상적 매체 체계들에 대한 규범적 분류를 개발했다. 자유주의, 사회책임주의, 소비에트 공산주의, 그리고 권위주의 모형이 그것이다. 결과적으로, 저자들의 유형 분류는 당시 세계의 이념적 분리를 가리키게 되었다. 당시 세계는 서구의 자유 민주주의 세계(소위 제1세계)와 소비에트공산권(제2세계, 그리고 권위주의 국가들(제3세계)로 분리되어 있었다. 그러나 이와 같은 접근은 자주 비판 받았고, 이어지는 규범적 매체 이론들의 시작점이 되었다. 하디(2008)와 야쿠보위츠(2010)가 지적하는 것처럼, 기존의 유형분류에 부가하고 수정해 발전시킨 모형들이 있었고, 원래의 유형분류에서 더 나아간 대안적인 도식들도 있었다.
비교 매체 체계 연구는 성립 때부터 여러 변화를 겪었다. 매체 체계를 기술하는 범주들의 숫자는 늘어났고, 접근법은 복잡해졌다. 또 다른 추세는 매체 체계를 비교하고 설명하기 위해 정치 체계를 고려하는 것이다. 더 근본적인 발전은 규범적인 접근법에서 관찰에 기반한 경험적 접근으로의 이행이다.
비교 매체 연구에는 여전히 많은 문제들이 있으며, 다양한 나라에서 문제들에 직면하게 된다. 국가 표집 절차의 타당성이 한 가지 문제다. 사례들의 특수한 국민적 특성들에 대응하는 비교 범위의 적합한 규정 뿐 아니라, 비교의 기반이 되는 적합한 지표들의 정의 역시 문제다. 또한, 발전된 모델은 여전히 비교적 정적이며, 변화들을 적합하게 설명해 낼 정도로 동적이지 않다. 1990년부터 그 중요성이 증가해 온 온라인 미디어는 주로 간과된다.
그러나, 비교 매체 체계 연구는 현대 커뮤니케이션 현상 연구를 위한 중요한 도구다. 비교 연구 설계는 전통적인 국가 중심의 매체 체계 연구와 뉴미디어, 그리고 세계화 관점 사이의 다리이다. 야쿠보위츠는 오늘날의 비교 매체 체계 분석이 매체의 세계화 과정을 이해하는 핵심적 접근이라고 지적한다.

## 같이 보기
- 비교정치학
- 정치사회학